# E.214
En el ámbito de las redes móviles de telecomunicaciones, E.214 es uno de tres prevalecientes planes de numeración utilizados para entregar mensajes relacionados con la administración de movilidad.
El plan de numeración E.164, el cual es un máximo  de 15 dígitos y normalmente escritos con el prefijo "+", es el format histórico de primera generación que representa al número de teléfono.  El E.212 es un plan de número de segunda generación utilizado en América, ampliado para incluir a los suscriptores de  MSIN (Número de Identificación de Suscripción Móvil) dentro de la red de base de cliente. El E.214, desarrollado dentro de los estándares europeos GSM (Sistema Global para Comunicaciones Móviles), es un formato ampliado de segunda generación comparable utilizado fuera de América y puede ser de más o menos 15 dígitos.
Al enrutar una llamada móvil transatlántica, los números enrutados desde redes europeas se convierten de números E.214 a números E.212 en el límite entrante hacia América (esto puede significar el Punto de Transferencia de Señalización en el borde de la red del operador estadounidense). En la dirección de salida, desde Estados Unidos hacia el resto del mundo, los números se convierten del estándar E.212 al estándar E.214.   
Este proceso, llamado traducción de título global, es el SS7 equivalente al enrutamiento Ip. Los números E.214 se enrutan por separado de los números E.164, ya que están marcados con un indicador de plan de numeración diferente. Sin embargo, es posible reutilizar las tablas de análisis de títulos globales que utilizan números E.164 en todas partes excepto en la red de destino final del mensaje. Esto ahorra un trabajo administrativo considerable.